# Pheugopedius mystacalis
Pheugopedius mystacalis là một loài chim trong họ Troglodytidae.